# Оппегард, Питер
Питер Оппегард (англ. Peter Oppegard; род. 23 августа 1959 год) — американский фигурист, выступавший в парном катании. В паре с Джилл Уотсон — трёхкратный чемпион США (1985, 1987, 1988), бронзовый призёр чемпионата мира (1987) и бронзовый призёр Олимпийских игр в Калгари. В настоящее время — тренер и хореограф.

## Карьера
Сначала Питер выступал с Вики Хесли, но наиболее успешным для него стало партнёрство с Джилл Уотсон. В паре с ней он трижды выигрывал чемпионат США, а также стал бронзовым призёром Олимпийских игр в Калгари, после чего партнёрша завершила карьеру, а Питер Оппегард недолгое время продолжал выступать в паре с Синди Ландри.
После завершения спортивной карьеры занялся тренерской деятельностью. Его ученики 10 раз выигрывали национальные чемпионаты в одиночном и парном катании. Ассоциацией фигурного катания США был назван «Тренером года» и «Хореографом года».
В настоящее время он работает на катке «East West Ice Palace». С октября 2010 года у него тренируется Олимпийская чемпионка 2010 года Ким Ён А.

## Семья
С 2001 года П. Оппегард женат на Карен Кван, сестре чемпионки мира Мишель Кван. У пары две дочери - Оливия Колетт и София.

## Результаты выступлений
| Соревнования/Сезон      | 1984—1985 | 1985—1986 | 1986—1987 | 1987—1988 |
| ----------------------- | --------- | --------- | --------- | --------- |
| Зимние Олимпийские игры |           |           |           | 3         |
| Чемпионат мира          | 4         | 6         | 3         | 6         |
| Чемпионаты США          | 1         | 2         | 1         | 1         |
| Skate America           |           | 1         |           |           |
| Fujifilm Trophy         |           |           |           | 1         |
| NHK Trophy              |           |           | 2         |           |